# Acevedo, Becú y Moreno
Acevedo, Becú y Moreno fue un estudio de arquitectura argentino conformado por Juan Manuel Acevedo, Alejandro Becú y Pablo Moreno, estudiantes de la Escuela de Arquitectura de la Facultad de Ciencias Exactas, Físicas y Naturales de la Universidad de Buenos Aires. De ellos se destacan varias residencias en Palermo Chico (Buenos Aires) y en la ciudad de Mar del Plata, y el Lancaster Hotel.

## Historia
Juan Manuel Acevedo nació en París, Francia, el 2 de noviembre de 1893. Se casó con Inés Anchorena, con la cual tuvo dos hijos. También fue miembro de la Legación Argentina en Francia, desde 1926; y Vicepresidente de Asociación de Criadores Hereford. Falleció el 30 de marzo de 1980.
El estudio se formó en la década de 1920 y se destacó por su prolífica producción en todo tipo de ramos: desde grandes residencias aristocráticas y chalets familiares (muchos de veraneo, en Mar del Plata), a edificios residenciales, hoteles y edificios de oficinas. Supo pasar del estilo academicista francés de moda en esa primera etapa al racionalismo moderno que nació luego, llegando a un último período en donde el ladrillo visto fue el elemento favorito para las fachadas.

## Obras
- Edificio de viviendas. Avenida Las Heras 2302, Buenos Aires. (año 1927)
- Chalet de Esteban Riglos. Güemes 2417, Mar del Plata. (año 1927)
- Edificio de viviendas. Lavalle 556, Buenos Aires. (año 1928)
- Edificio de viviendas. Posadas 1565, Buenos Aires.
- Villa Álzaga Unzué, de Rodolfo Álzaga Unzué. Alberti 547, Mar del Plata. (año 1929)
- Villa Varese, de Luis Ezcurra. Alem 2400 (esquina Bv. Marítimo Peralta Ramos), Mar del Plata. (año 1929)
- Residencia familiar. Alejandro María de Aguado 2890, Buenos Aires. (año 1929)
- Sanatorio del Centro Gallego. Avenida Belgrano 2133, Buenos Aires. (año 1930)
- Residencia de Humberto Ayerza. Larrea y Berutti, Buenos Aires. (año 1930)
- Edificio de viviendas. Avenida del Libertador 2234, Buenos Aires. Ganador del Premio Municipal de 1932. (año 1931)
- Residencia familiar (actual Embajada de la República Eslovaca). Avenida Figueroa Alcorta 3240, Buenos Aires. (año 1931)
- Chalet de Alberto Gainza Paz. Pellegrini (entre Alberti y Rawson), Mar del Plata. (año 1931)
- Residencia familiar. Av. del Libertador 2115, Buenos Aires.
- Edificio de viviendas. Perú 457/467, Buenos Aires. (año 1932)
- Residencia de Juan Manuel Acevedo (actual Embajada del Reino Unido de Arabia Saudita). Av. del Libertador 2119, Buenos Aires. (1929/1932)
- Parroquia de San Martín de Tours. San Martín de Tours 2949, Buenos Aires. (año 1934)
- Residencia familiar. Zenteno 3131, Buenos Aires. (año 1935)
- Residencia de Alejandro Becú. Montevideo 1250, Buenos Aires.
- Edificio de oficinas. San Martín 662, Buenos Aires. (año 1937)
- Edificio de viviendas, propiedad de la familia Grosso. Av. del Libertador 2202, Buenos Aires. (año 1938)
- Residencia de Santiago Soulas. Ortiz de Ocampo 2864, Buenos Aires. (año 1938)
- Residencia de Guillermina Udaondo (actual Uda-Ondo Bed & Breakfast). Chapadmalal.
- Residencia Larrivière (actual Embajada de España). Av. Figueroa Alcorta 3102, Buenos Aires. (año 1940)
- Tribunas del Hipódromo de San Isidro. San Isidro. (año 1940)
- Chalet de Pablo Moreno. Quintana y Pellegrini, Mar del Plata. (año 1940)
- Estancia Montiel, de Antonio Santamarina. Tandil. (año 1940)
- Chalet de Enrique Cossio Etchecopar. Primera Junta (vereda impar, entre Viamonte y Mendoza), Mar del Plata. (año 1941)
- Lancaster Hotel. Avenida Córdoba 405, Buenos Aires. (año 1945)
- Edificio de viviendas. Av. del Libertador 1740, Buenos Aires.
- Edificio de oficinas de la Compañía de Seguros "Serena y Cautela". Tte. Gral. Juan Domingo Perón 537, Buenos Aires. (año 1945)
- Edificio de viviendas. Avenida Alvear 1992, Buenos Aires. (año 1948)
- Planta industrial de IBM. Martínez. (año 1958)
- Remodelación del Palacio de Concepción Unzué de Casares para alojar al Jockey Club. Av. Alvear 1345, Buenos Aires. (año 1968)

## Galería de imágenes

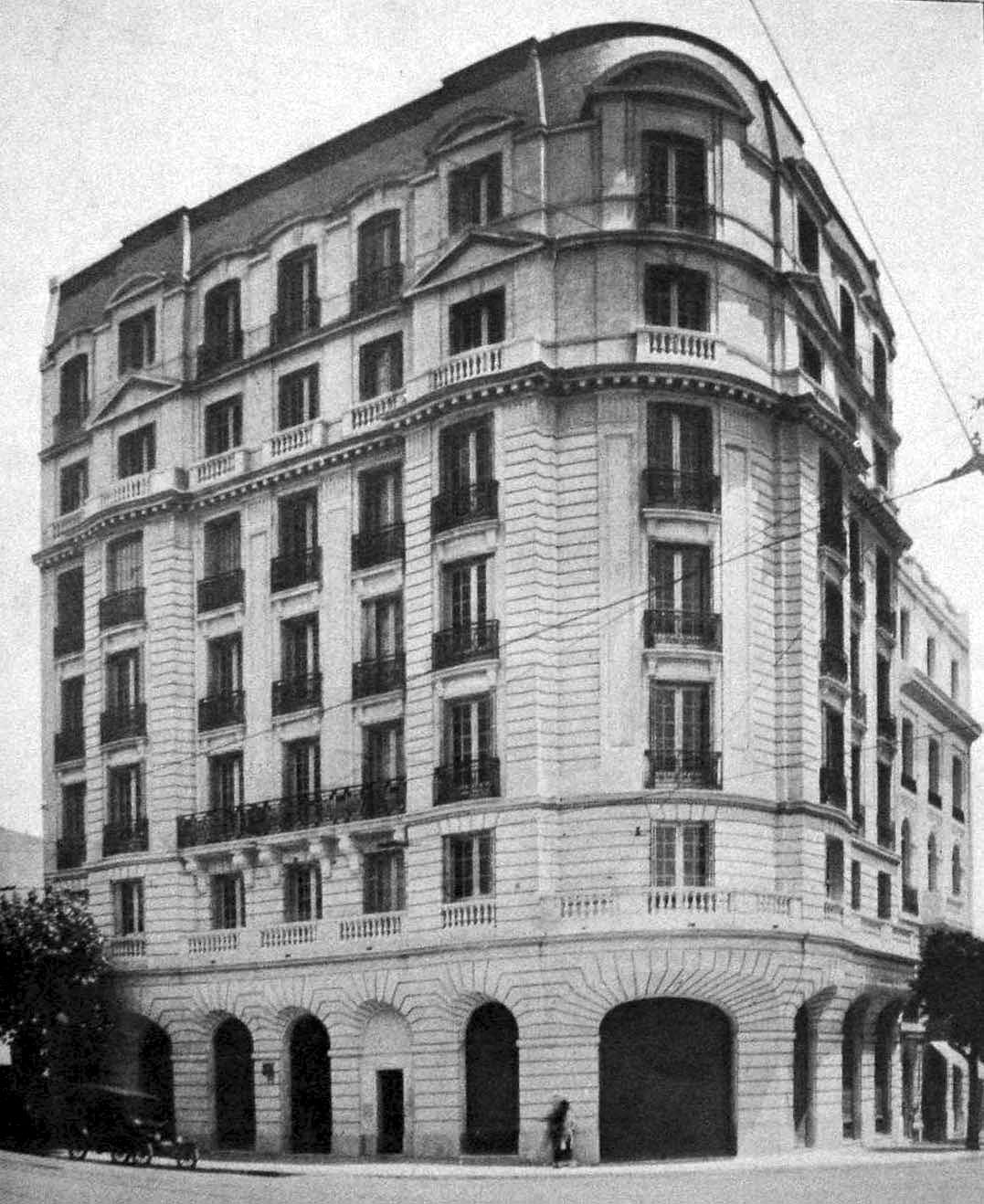
Av. Las Heras 2302 (1927)
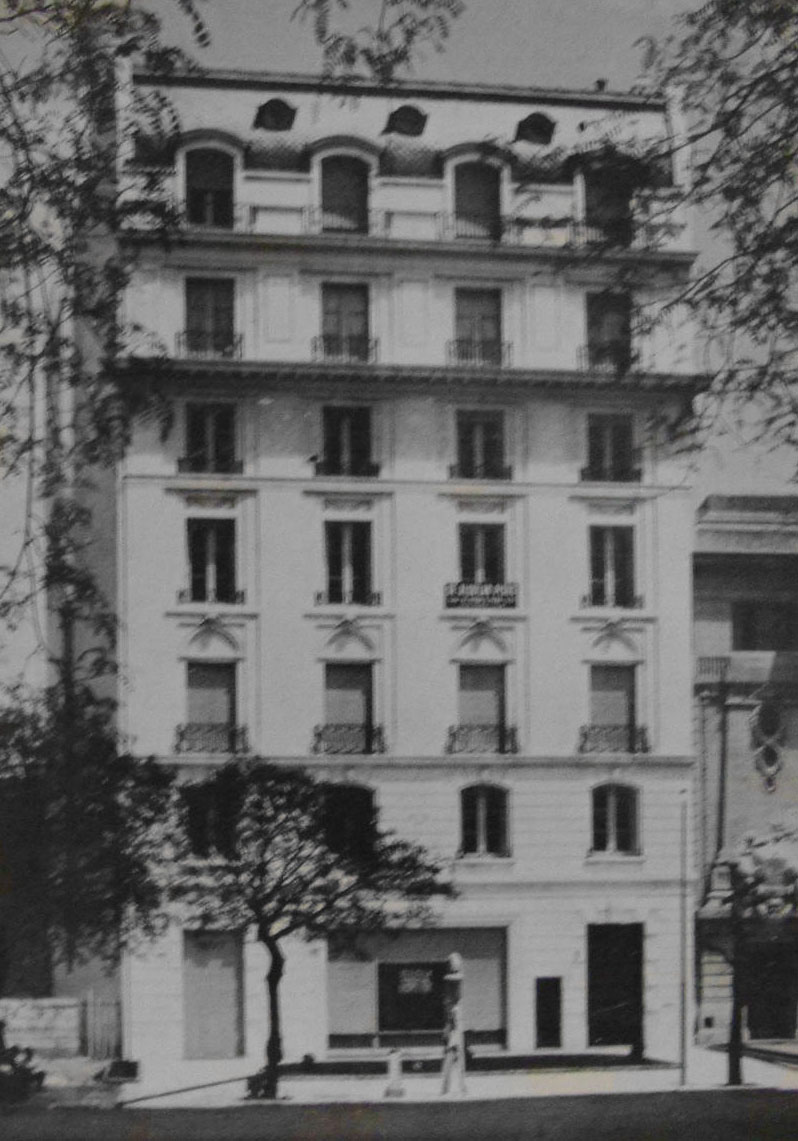
Av. del Libertador 2234 (1932)
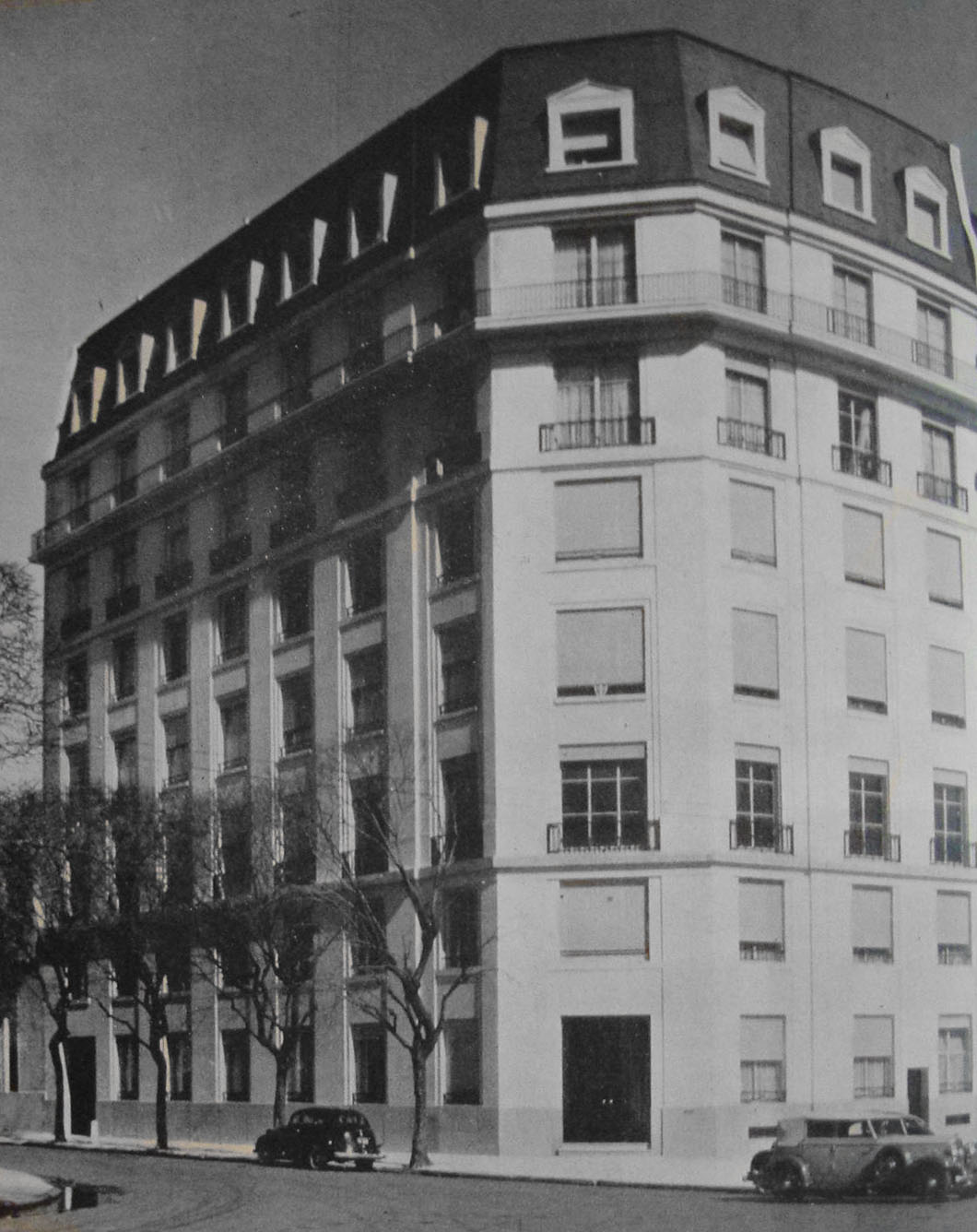
Av. del Libertador 2202 (1938)
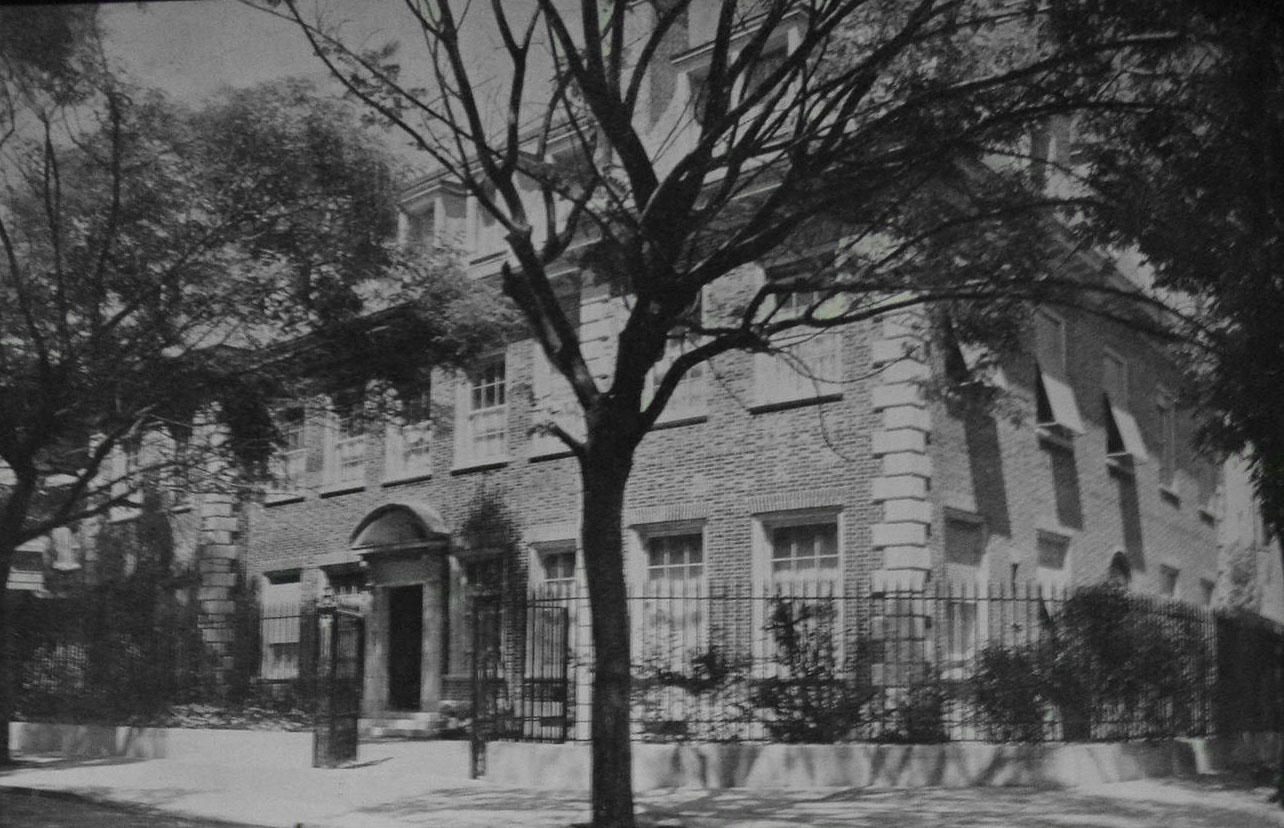
Residencia de Santiago Soulas (1939)
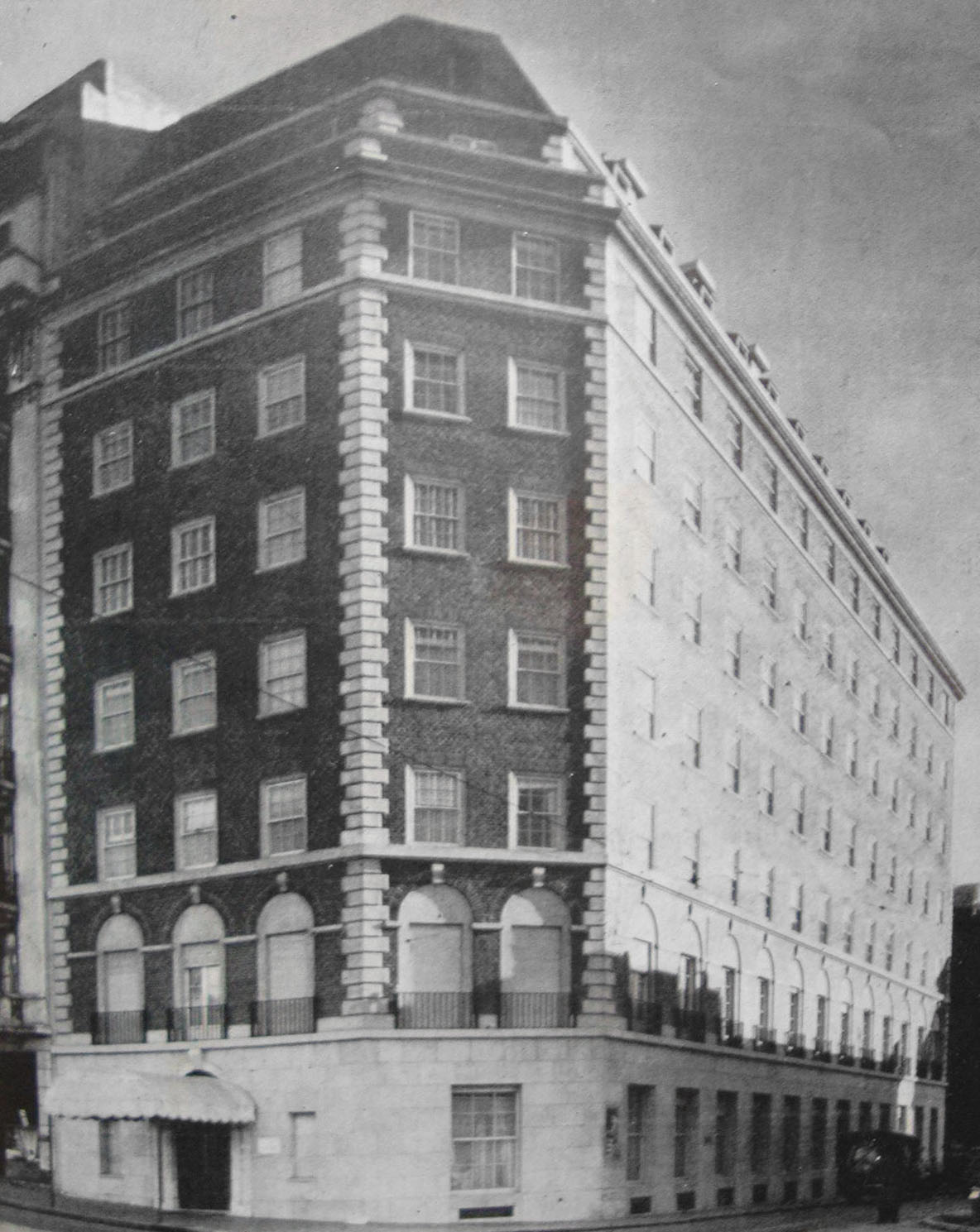
Lancaster Hotel (1945)